# 計画のみに終わった兵器
計画のみに終わった兵器（けいかくのみにおわったへいき）は、開発計画などは存在したものの、現実には完成（量産）に至らず、実戦配備されなかった兵器である。試作機のみが製作された兵器や、理論が確立されていながらも現在まで実用化されなかったものを始め、計画案のみ、図面のみのものを含む。

## アメリカ合衆国

### 艦船
- サウスダコタ級戦艦
- レキシントン級巡洋戦艦
- 制海艦
- モンタナ級戦艦
- ユナイテッド・ステーツ
- 原子力打撃巡洋艦
- アーセナル・シップ

### 航空機
- デイヴィス・マンタ戦闘機
- F5U
- VZ-1（英語版）
- A-12 アヴェンジャーII
- XB-70
- C-8
- XP-55
- XP-79
- D-188A
- XF-85
- XF-108
- XF8U-3
- XF12F
- XFV-1
- XFV-12
- コンベア モデル200 - 1970年代に計画された VTOL戦闘機。XFV-12と同じく米海軍の制海艦構想に基づき開発された。
- YF-12
- YF-17
- F-20
- YF-23
- X-32
- X-44
- YAH-63
- AH-56 シャイアン
- RAH-66
- ARH-70
- VH-71

### 車両
- クルセイダー (自走砲)
- MBT-70
- フラント
- EFV

### 他
- オカマ爆弾
- XM29 OICW
- スカイボルト
- AIM-47

## イギリス
- 氷山空母
- パンジャンドラム
- AFVGラヴィッジ複座攻撃機 - 後にパナヴィア・トーネードとして実現
- TSR-2超音速爆撃機
- BAe P.1214-3ハヴァント超音速戦闘機
- BAE オスプレイ FRS.2垂直離着陸攻撃機
- BAe ニムロッド AEW.3早期警戒機
- BAe ニムロッド MRA.4海洋哨戒機
- ジェネラル・ダイナミックス F-111K(イギリス向けのF-111だが、労働党政権の軍事費削減により輸出は取り消され国産のバッカニアに置き換えられた)
- ファイタージェット・テイクオフ・プラットフォーム(TSR-2を最前線から離陸させるための簡易離着陸装置)
- アームストロング・ホイットワース AW.681アカスタ(輸送機)
- アブロ 720アルビオン超音速戦闘機
- アブロ 730アベンジャー超音速偵察機/爆撃機
- イングリッシュ・エレクトリック シーライトニング FAW.1 (ライトニングの並列複座艦上戦闘機仕様)
- ヴィッカース スーパーマリン タイプ576 シミターFB Mk.3(シミターで予定されていた艦上戦闘爆撃機)
- ヴィッカース スーパーマリン タイプ567 シミターS Mk.2(FB Mk.3の艦上攻撃機型)
- ヴィッカース SP4ヴィンディケーター超音速戦略偵察機・爆撃機(エンジンを16基搭載している)
- ウエストランド ウエストミンスター(大型の貨物ヘリコプターだったが、数機の生産で中止され配備されることはなかった。Hc Mk.1型。)
- グロスターP.300ミーティアFAW.9全天候戦闘機(ミーティアを複座化してレドームを搭載した型式)
- グロスターP.316ミーティアFAW.10長距離戦闘機
- グロスター P.517ゲームコック V/STOL輸送機
- グロスター P.519ガントレット V/STOL輸送機(80人乗り)
- グロスター P.532グリーブ V/STOL軍用輸送機
- サンダース・ロー SR.A/1ラーウィック
- サンダース・ロー SR.53ロンドン
- サンダース・ロー SR.177アロー迎撃戦闘機(攻撃機・偵察機としても使用可能だった)
- スーパーマリン シーガル (2代)飛行艇
- ボーイング バートル チヌーク HAS Mk.1(CH-47の対潜型。)
- フェアリー ロートダイン(ウェストランドが生産する予定もあった。HU Mk.2型など。)
- フェアリー ガネットS.5(ガネットを艦上攻撃機にした型式。)
- フェアリー ウルトラライトHAS Mk.1小型ヘリコプター
- フェアリー スピアフィッシュAEW Mk.2(雷撃機だったスピアフィッシュを早期警戒機型に改造する予定だったもの。)
- ホーカー・シドレー バッカニアS.3(バッカニアの発展型)
- ホーカー・シドレー P.1154ハイペリオン
- ホーカー・シドレー HS.125ドミネAEW.1(ドミネに予定されていた早期警戒機型)
- ブルーピーコック
- インコンパラブル
- N3型戦艦
- G3型巡洋戦艦
- ライオン級戦艦
- CVA-01級航空母艦
- BAC/ブリストル 208(軍用輸送機)

## ドイツ

### 艦船
- マッケンゼン級巡洋戦艦 - 第一次世界大戦の未成艦。
- ヨルク代艦級巡洋戦艦 - 第一次世界大戦の未成艦。
- H級戦艦 - 第二次世界大戦の計画艦。
- P級装甲艦 - 第二次世界大戦の計画艦
- O級巡洋戦艦 - 第二次世界大戦の計画艦
- FK型軽巡洋艦 - 第一次世界大戦中にケルン級巡洋艦の後継として計画された。FK1からFK4まで計画が存在したがUボートの建造に資源を使用するため中止された。
- M級軽巡洋艦 - 第二次世界大戦前のZ計画で6隻の建造が予定されていた。
- 偵察巡洋艦 - Z計画で計画されていた小型巡洋艦。SP1のみ起工されたが短期間で工事が中止されている。
- 植民地砲艦 - ドイツの海外植民地での運用を想定した砲艦。6隻の建造が予定されていた。
- I - 航空母艦。第一次世界大戦中にイタリア向けの未成客船アウゾーニアを改装し、水上機および固定脚機の搭載を計画していた。ほとんど工事が行われないまま戦後解体された。
- グラーフ・ツェッペリン - 航空母艦。海軍増強計画の一環であったが、戦況により建造途中で戦争が終わる
- オイローパ - 航空母艦。1942年に同名の大型客船を空母に改装する案が検討されたが中止。
- II - 航空母艦。1942年にフランス海軍で未完状態だった軽巡洋艦ド・グラースを軽空母に改装する案が検討された。1943年2月までに工事は中止された。
- ヤーデ級航空母艦- 航空母艦。1942年に客船のグナイゼナウおよびポツダムを改装する案が検討された。同型船のシャルンホルストは日本海軍で神鷹として就役した。
- 1918M型大型水雷艇 - 第一次世界大戦末期に建造されたものの全て未完。一部が戦後に民間貨物船として竣工した。
- 1938A型駆逐艦 - ディーゼル及びタービンを混載した航洋性を持つ大型駆逐艦として計画されたが中止された。のちに偵察巡洋艦に発展したが、同様に建造中止となった。
- 1938B型駆逐艦 -沿岸海域での運用を想定した小型駆逐艦。平甲板型で12隻の建造が予定されていた。
- 1937J型駆逐艦 - 遠洋での運用を想定した大型駆逐艦として計画されたが、要求を果たすことが困難であると判断されて中止された。
- T61型水雷艇 - 占領下のオランダの造船所で建造が進められたが、建造が遅延し就役艦は無かった。
- 1944型水雷艇
- 1938型砲艦
- 1941型砲艦
- G級護衛艦 - 10.5cm砲5門、速力21ノットの汎用護衛艦船として計画されたものの唯一、建造されたG1は船台上で破壊された。
- 敷設艦 - 速力28ノット、10.5cm砲8門として計画された敷設艦。4隻の発注が行われたが建造されることはなかった。
- UボートIII型 - UボートI型を改設計した敷設潜水艦。船体が延長され、機雷54～75個の搭載を予定した。
- UボートIIIA型 - III型と同様の敷設潜水艦。機雷搭載数を減らす代わりに内火艇を搭載を予定した。
- UボートIV型 - 補給潜水艦として計画された。
- UボートVI型 -UボートI型を蒸気推進にしたもの。
- UボートXI型 -12.8cmを砲塔化したものを連装2基搭載し、Ar231の搭載を予定した。
- UボートXII型 - UボートIX型に近い設計だが、魚雷発射管の門数が増加している。
- UボートXIII型 - UボートII型を発展させた沿岸潜水艦。魚雷発射管の門数が増加。
- UボートXV型・UボートXVI型 - 補給潜水艦。XV型は5000t級、XVI型は3000t級を予定した。
- UボートXIX型 -XB型の設計を基にした輸送潜水艦。補給ではなく戦略物資の輸送を企図した。XX型の開発により中止された。
- UボートXX型 -800トンの物資を搭載可能とした輸送潜水艦。30隻が発注されたが中止された。

### 車両
- ラーテ - 陸上戦艦のペーパープラン。
- モンスター - 80cm自走砲のペーパープラン。
- KPz.70 - 戦車。米国との共同開発であったが、運用についての齟齬により独自開発に発展。先進的な技術はのちの戦車開発に多大な影響を与えた。

### 航空機
- ゼンガー
- フォッケウルフ トリープフリューゲル - ペーパープラン。
- メッサーシュミット P.1101 - Me262の発展型。
- Do 19 - ドイツ空軍の本格的な戦略爆撃機として配備されるはずだった。
- ホルテン Ho229 - ジェット推進の全翼型ステルス戦闘爆撃機。劣勢の戦局を打破する高性能機として大きな期待を寄せられたが、敗戦により計画も終了した。

### 他
- A10ロケット: - V2から進化した二段式。欧州より北米まで到達可能である性能を求めた。
- 原子爆弾
- ミドガルドシュランゲ
- ヴァッサーファル - V2ロケットの技術を流用して計画された対空ミサイル
- 風砲
- 音波砲
- 竜巻砲
- 太陽砲

## 日本

### 第二次世界大戦時
- 五式中戦車
- 特三号戦車
- 特五式内火艇
- 怪力線（電波兵器Z） - 帝国陸軍登戸研究所が研究。高空を飛来する敵軍用機に超高出力のマイクロウェーブを地上より照射し、電子レンジと同じ原理で超高温を発生させ撃墜を狙っていた。
- 原子爆弾－研究されるも技術的に越えるべき壁が多く、兵器として実用化することは当時の状況下では不可能であった
- 火龍
- 富嶽 - 来るべき対米戦争に必要な兵器として構想されたが、当時の日本の技術力では困難を極める
- 秋水 - ナチスドイツからもたらされたMe163の情報を基に開発
- 橘花 - Me262の設計を一部参考に、飛行可能な機体はできており、量産体制までは整っていた。
- 震電 - 試験中に終戦。実機はスミソニアン博物館に分解された状態で保存。
- 奮龍 - 秋水に使用される特呂二号原動機を流用した対空ミサイル
- イ号一型甲無線誘導弾 - 手動指令照準線一致誘導方式無線誘導爆弾
- イ号一型乙無線誘導弾 - 手動指令照準線一致誘導方式無線誘導爆弾
- イ号一型丙自動追尾誘導弾 - 音響ホーミング対艦誘導爆弾
- ケ号爆弾 - 赤外線誘導対艦爆弾
- タ号
- 剣 - 特攻兵器の他の状態と同じく、運用直前状態で終了。
- 五十万トン戦艦 - 製造の可能性がないような、典型的なペーパープラン。
- 紀伊型戦艦 - 八八艦隊計画の挫折により、建造に至らず
- 十三号型巡洋戦艦
- 超大和型戦艦
- B65型大型巡洋艦 - 廃案。
- 改利根型重巡洋艦
- 改鈴谷型重巡洋艦
- 改高雄型重巡洋艦
- 加賀型戦艦 - 八八艦隊計画の挫折により、紆余曲折の後空母として完成。
- G18 (空母)
- 改秋月型駆逐艦
- 伏龍

### 自衛隊
- 試製56式105mm自走砲
- 試製57式105mm軽りゅう弾砲
- 試製66mmてき弾銃
- 泥濘地作業車
- 装輪装甲車 (改) - 試作車を1両製造。防弾板の強度不足を解消できなかった為、開発中止に。
- 2500トン型護衛艦 - 第一次オイルショックの影響で建造中止。
- 2次防CVH
- ニューナンブM66短機関銃
- ニューナンブM57

## ソビエト連邦/ロシア

### 艦船
- プロイェークト1160 - 原子力空母
- ウリヤノフスク級原子力空母 - 原子力空母
- クロンシュタット級重巡洋艦
- グローム型フリゲート - 2005年に中止。
- スターリングラード級重巡洋艦 - 1953年に中止。
- ソビエツキー・ソユーズ級戦艦
- 1125型大型対潜艦 - カシン型駆逐艦を優先するために1960年代に中止。

### 車両
- オブイェークト187
- オブイェークト279 - 核兵器の爆風にも耐えうるように設計された戦車
- オブイェークト292（英語版）
- オブイェークト704 - 第二次世界大戦中に試作された自走砲。IS-3重戦車の車体前方に152mm砲を載せた。
- オブイェークト775 - 1960年代に試作されたミサイルを主兵装とする戦車。
- チョールヌイ・オリョール
- BA-5 - 1930年代に計画された装甲車。
- BA-9 - 1930年代後半に計画された装甲車。
- BA-21 - 1930年代後半に試作された装甲車。
- BA-22 - 1930年代後半に試作された装甲救護車。
- BA-23 - 1930年代後半に計画された化学装甲車。
- IS-6 - 第二次世界大戦中にIS-2の発展型として試作された重戦車。
- IS-7 - 第二次世界大戦後の1940年代後半に開発された重戦車。過大な重量のため試作に留まった。
- KSP-76 - 第二次世界大戦中に試作された装輪式の76mm自走砲。
- PB-4 - 1930年代に試作された水陸両用装甲車。
- PB-7 - 1930年代に試作された水陸両用装甲車。PB-4の改良型だったが試作に終わった。
- PPG - 冬戦争中に試作されていた小型の装甲牽引車。
- SU-45 - 1930年代に開発された自走砲。T-37またはT-38の車体に45mm砲を載せた。
- SU-100M2 - 第二次世界大戦中に試作された自走砲。T-44の車体後方に100mm砲を搭載した。
- T-17 - 1920年代末に開発された軽戦車。T-18に劣ったため開発中止。
- T-23 - 1920年代後半から1930年代前半にT-18をベースに開発された豆戦車。性能に対して高価過ぎた。
- T-25 - 1920年代に開発された豆戦車。T-27との競争に敗れた。
- T-30 - 1930年頃に設計された50トンクラスの重戦車。ペーパープランのみ。
- T-32 - 1930年代後半に試作された中戦車。T-34中戦車の原型となった。
- T-33 - 1930年代前半に試作された水陸両用戦車。後にT-37に発展した。
- T-34 - 1930年代にT-26軽戦車の安価な代替品として開発された。T-26の量産が軌道に乗ったため中止。
- T-42 - 1930年代前半に計画された重量100トン級の多砲塔超重戦車。ペーパープランのみ。
- T-43 - 1930年代に開発された重武装の水陸両用戦車。水上航行能力の不足のため試作に留まった。
- T-43 - 第二次世界大戦中にT-34とKV-1の後継として試作された中戦車。T-34-85を優先するために中止。
- T-95 - 1990年代から2000年代に開発されていた主力戦車。無人砲塔や装甲カプセルといった先進的な技術を導入していた。
- T-111 - 1930年代に試作された中戦車。

### 航空機
- A-40 - 第二次世界大戦中に試作されたグライダー戦車。
- I-17 - 1930年代後半にI-16の後継として試作された戦闘機。
- I-180 - 第二次世界大戦中にI-16の後継として試作された単発単座レシプロ戦闘機。
- I-185 - 第二次世界大戦中に試作された戦闘機でI-180の改良型。
- I-190 - 1930年代後半から第二次世界大戦中にかけてI-153の後継として開発された複葉戦闘機。
- Il-1 - 第二次世界大戦中に試作された単発単座レシプロ戦闘機。後にIl-10攻撃機に発展した。
- Il-6 - 第二次世界大戦中に試作された長距離双発レシプロ爆撃機。
- Il-8 - 第二次世界大戦中にIl-2の後継として試作された攻撃機。Il-10に劣るため開発中止。
- Il-20 - 1940年代後半にIl-10の後継として試作された攻撃機。
- Il-32 - 1940年代後半に試作された軍用輸送グライダー。
- Il-40 - 1950年代に試作されたジェット攻撃機。
- Il-102 - 1970年代から80年代にかけて開発されたジェット攻撃機。Su-25に敗れる。
- Il-106 - 1980年代から90年代にかけて開発された大型輸送機。
- ITP - 第二次世界大戦中に試作された重武装の単発レシプロ戦闘機。
- Ka-22 - 1950年代から60年代に開発された軍用複合ヘリコプター。テスト中に2度の墜落事故を起こし中止された。
- Ka-40 - 1990年代にKa-27の後継として開発されていた軍用ヘリコプター。
- La-150 - 1940年代後半に試作されたジェット戦闘機。ユンカース ユモ 004 (RD-10) エンジンを使用。
- La-152 - 1940年代後半に試作されたジェット戦闘機。La-150の改良型。
- La-156 - 1940年代後半に試作されたジェット戦闘機。La-152の改良型。
- La-160 - 1940年代後半に試作されたジェット戦闘機。La-156の改良型で新たに後退翼を採用した。
- La-174TK - 1940年代後半に試作されたジェット戦闘機。クリーモフ RD-500エンジンを使用。
- La-200 - 1940年代後半に試作された全天候ジェット戦闘機。
- MiG-5 - 第二次世界大戦中に試作された双発レシプロ戦闘機。
- MiG-6 - 第二次世界大戦中に計画されたレシプロ攻撃機。実機の製造前に中止された。
- MiG-7 - 第二次世界大戦中に試作された単発レシプロ戦闘機。与圧室を備える高高度戦闘機として設計された。
- MiG-9 - 第二次世界大戦中に試作された戦闘機。MiG-3のエンジンをASh-82に換装した。
- Su-1, 3 - 第二次世界大戦中に試作された高高度戦闘機。ターボ過給機を備える。Su-3はSu-1の改良型。
- Su-5 - 第二次世界大戦中から戦後に開発されたプロペラとモータージェットの混合動力戦闘機。MiG-13に敗れた。
- Su-6 - 第二次世界大戦中にIl-2の後継として試作された攻撃機。生産停滞への懸念から量産されなかった。
- Su-8 - 第二次世界大戦中に試作された双発レシプロ攻撃機。
- Su-9, 11, 13 - 1940年代後半に試作されたジェット戦闘爆撃機でMe262に類似する。Su-11とSu-13は改良型。
- Su-10 - 1940年代後半に計画されたジェット爆撃機。実機の完成前に中止。
- Su-12 - 1940年代後半に試作された双発レシプロ偵察機でFw189に類似する。
- Su-15 - 1940年代後半に試作されたジェット戦闘機。試作機が墜落事故を起こして開発は中止された。
- Su-17 - 1940年代後半に試作されたジェット戦闘機。初飛行前に中止された。
- Su-27KI モルニヤ
- Su-27KSh グローザ
- TIS - 第二次世界大戦中に試作された重武装の単発レシプロ戦闘機。
- Yak-5 - 第二次世界大戦中に試作されたレシプロ戦闘機。Yak-1の派生型。
- Yak-19 - 1940年代後半に試作されたジェット戦闘機。ユンカース ユモ 004 (RD-10) エンジンを使用。
- Yak-25 - 1940年代後半に試作されたジェット戦闘機。ロールス・ロイス ダーウェントVエンジン。
- Yak-30 - 1940年代後半に試作されたジェット戦闘機。Yak-25を後退翼とした改良型。
- Yak-44 - 1980年代に計画された艦載用早期警戒機。実機完成前に中止された。
- Ye-8 - 1960年代に試作されたジェット戦闘機。MiG-21の改良型。
- 7.01 - 1980年代から90年代にかけて開発されたジェット戦闘機。
- 41 - 1980年代に開発されたジェット戦闘機。
- PSSh - Su-25UBをベースに試作された攻撃機。

### その他
- AO-63 - 1980年代に試作された2つの銃身を持つアサルトライフル。
- G-1 - 第二次世界大戦後にソビエトでV2ロケットを原型としてドイツ人技術者達が設計したロケット。

## フランス

### 航空機
- シュペルV-2 - 第二次世界大戦後にドイツ人技術者達によってV2ロケットの発展型として開発が進められたが上層部の判断により完成しなかった。
- ミラージュ4000 - ミラージュ2000を基本に開発。

### 艦船
- ブレゲBr.1120 - ジェット艦載戦闘機。
- ジョッフル級航空母艦
- リヨン級戦艦
- アルザス級戦艦
- ノルマンディー級戦艦
- サン・ルイ級巡洋艦
- ル・フィエール級水雷艇
- PH75(原子力強襲揚陸艦)
- ラモット・ピケ級軽巡洋艦
- ロラン・モリロ級潜水艦
- エメロード級潜水艦
- 原子力潜水艦Q244
- M89級駆逐艦

## カナダ
- アブロ・カナダ CF-105 - 1950年代に開発された迎撃機。初めてフライ・バイ・ワイヤを使用して飛行を行った航空機。
- カナディアン・カー・アンド・ファウンドリー FDB-1
- アブロ・カナダ CF-103
- ボブキャット

## イスラエル
- ラビ - 1980年代に開発されたジェット戦闘爆撃機。中国のJ-10にラビの技術が流用されたという説があるが確証はない。

## オランダ
- デ・スヘルデ S.21 - 1930年代末期に試作機の製造が進められた双胴、推進式の戦闘機。試作機完成直前にオランダ降伏により開発は中止された。のちにFw198として誤って伝えられている。
- コールホーフェン FK.55 - 二重反転プロペラおよび胴体中央にレシプロエンジンを搭載した中翼の戦闘機。数分程度の飛行で試験飛行は中止された。
- フォッカー T.IX - 1機のみ製造された双発爆撃機。蘭印で使用されていたマーチンB-10の後継を企図していた。

## 南アフリカ
- アトラス　カーバー - 1980年代に計画されたジェット戦闘機。

## ユーゴスラビア
- ノヴィ・アヴィオン - 1980年代に計画されたジェットマルチロール機

## ルーマニア
- IAR 95 - 1970年代末期に計画されたジェット戦闘機。一時中断を経て開発再開されたが1988年に中止された。
- IAR 471 - DB605エンジンを使用した急降下爆撃機。
- IAR 47 - 偵察および軽爆撃機として開発が進められていた。性能不足により開発は中止された。
- IAR 16 - 1934年に試作された全金属製の固定脚単葉戦闘機。